# 梅津和郎
梅津 和郎（うめづ かずろう、1929年1月1日 - ）は、日本の政治・経済学者、大阪外国語大学名誉教授、名古屋市立大学名誉教授。

## 略歴
島根県松江市出身。別名・田中一狼。1959年京都大学大学院経済学研究科国際経済論博士課程満期退学、1964年「日本の貿易思想 日本貿易政策思想史研究」で経済学博士。大阪外国語大学講師、助教授、教授を経て、名古屋市立大学教授。1994年定年退官、名誉教授、名古屋学院大学教授を務めた。1964年日本商業学会賞受賞。国際政治、大学経営などに健筆をふるった。
2011年瑞宝中綬章受章。

## 著書
- 『新アフリカ現代史 現代アフリカの民族主義と共産主義』泰流社 1987
- 『ソ連圏の貿易商社』中央経済社 1988
- 『我が野良哲学』泰流社 1989
- 『発展途上国の財閥と商社』晃洋書房 1992
- 『紛争地域現代史 1 総論・中東 紛争地域と世界』同文館出版 1993
- 『世界貿易体制 ポスト・ウルグアイラウンド』創成社 1994
- 『ロシア天然ガス産業の経営構造』（名古屋学院大学産業科学研究所研究叢書）晃洋書房 1997
- 『世界寡占とマーケティング行動』晃洋書房 1998
- 『病院経営が本当に危ない』エール出版社 1998
- 『潰れる大学・伸びる大学・経営診断』エール出版社 1999
- 『プーチンのロシア その産業と貿易』晃洋書房 2000
- 『潰れる大学・伸びる大学辛口採点 全国私立大学の再編・統合プラン』エール出版社 2001
- 『病院経営が危ない、どうしたらいい』エール出版社 2001
- 『大欧州世界を読む』創成社新書 2006
- 『大学経営を斬る』創成社新書 2006
- 『良い大学・潰れる大学選別ガイド』エール出版社 2007
- 『大学崩壊 再建への道標』三恵社 2009
- 『山なみ遠く 梅津和郎歌集』三恵社 2011

### 共編著
- 『ゴルバチョフの世界戦略』編著 泰流社 1988
- 『現代中東の民族主義と共産主義』編著 晃洋書房 1989
- 『経済改革と企業経営 ソ連と東欧』編著 文真堂 1990
- 『グローバル・ビジネス 地球化時代の企業経営』永安幸正、岡田睦美共編著 嵯峨野書院 1993
- 『新・開発経済学』編著 晃洋書房 1993
- 『北東アジアの経済発展と貿易』編著 晃洋書房 1994
- 『アジア太平洋共同体 ASEAN, APEC, NAFTA』編著 晃洋書房 1996
- 『世界貿易の新潮流』足立浩一、鈴井清巳、細川隆雄、中津孝司、石川誠共著 晃洋書房 1997
- 『新ヨーロッパ現代史 大欧州への道』編著、鈴井清巳 奥田孝晴、小森吾一、吉村宗隆、金子照美共著 創成社 1997
- 『アジア動乱の政治経済学』(紛争地域現代史 編著 同文舘出版 1998
- 『途上国の経済統合 アフタとメルコスル』奥田孝晴、中津孝司共編著 日本評論社 1999
- 『二十一世紀アジアの産業と企業経営』奥田孝晴、中津孝司共編著 白桃書房 2000
- 『新世紀戦争と企業改革』編著 晃洋書房 2003
- 『伸びる企業の現場力』阪下宏二、矢野良樹、小山田信一、住田和美、薮野正年、堀内武徳、福田泰久、合力知工、中津孝司、平田晃祥共著 創成社 2006
- 『中小企業と人材育成』中津孝司編著、平田晃祥、鳥羽達郎、雨宮康樹、原敏晴共著 創成社 2007
- 『北東アジアの危機と新成長戦略』中津孝司共編著 晃洋書房 2007
- 『中東和平と世界経済』中津孝司、河村朗、佐藤千景共著 五絃舎 2007
- 『グローバル競争を生き抜く中小企業』中津孝司、富山栄子、雨宮康樹共著 創成社新書 2008
- 『米中協調の世界経済』中津孝司編著、富山栄子、佐藤千景共著 同文舘出版 2010
- 『中東問題の盲点を突く』中津孝司編著、島敏夫、河村朗、佐藤千景共著 創成社 2011
- 『中東新戦争勃発 原油200ドル時代到来』中津孝司編著、佐藤千景、河村朗共著 同文舘出版 2011

## 論文
- CiNii>梅津和郎